# Тяньцзянь-1
Тяньцзянь-1 (кит. трад. 天劍一, упр. 天剑一, пиньинь Tiān jiàn yī, палл. Тянь цзянь и, У.-Д. Tien Chien I, буквально Небесный меч 1) — китайская (Китайская Республика) ракета класса «воздух—воздух» ближнего боя, оснащённая инфракрасной головкой самонаведения. Разработана Чжуншаньским институтом науки и технологии (кит. 中山科學研究院) в середине-конце 1980-х годов. В странах использующих латинский алфавит ракета именуется как Sky Sword I или TC-1 (аббревиатура от транскрипции Уэйда — Джайлза — Tien Chien I)
На вооружении истребителей F-CK-1 Ching-kuo ВВС Китайской Республики с 1993 года. В настоящее время (2009 год) является основной ракетой воздушного боя используемой ВВС Китайской Республики, наряду с ракетой Тяньцзянь-2 (англ. Sky Sword II) радиолокационного наведения.

## ТТХ
- Длина: 2,87 м
- Диаметр: 127 мм
- Масса 90 кг
- Боевая часть: фугасная
  - Масса БЧ - 18 кг
- Взрыватель: контактный
- Система наведения: ИКГСН
- Двигатель РДТТ
- Дальность: 8 км
- Скорость: 3,5 М